# 名護市立名護小学校
名護市立名護小学校（なごしりつなごしょうがっこう）は、沖縄県名護市大西2丁目にある公立小学校。

## 沿革
- 1882年（明治15年）4月5日 - 名護小学校創立。
- 1929年（昭和4年）5月 - 校歌・校章制定。
- 1932年（昭和7年）4月1日 - 創立50周年記念式典挙行。
- 1939年（昭和14年）12月 - 旧東江敷地から現敷地へ校舎移転。
- 1941年（昭和16年）4月 - 国民学校令により名護国民学校と改称。
- 1944年（昭和19年）4月1日 - 東江国民学校分離。
- 1945年（昭和20年）12月1日 - 名護初等学校として開校。
- 1951年（昭和26年）4月 - 教育布令により名護小学校と改称。
- 1958年（昭和33年）3月10日 - 創立75周年記念式典挙行。
- 1962年（昭和37年）1月 - 大宮小学校分離。
- 1964年（昭和39年）1月7日 - 完全学校給食実施。
- 1972年（昭和47年）
  - 4月 - 難聴学校開設。
  - 5月15日 - 沖縄の本土復帰により、名護市立名護小学校と改称。
- 1973年（昭和48年）
  - 8月 - 体育館落成。
  - 12月15日 - 創設90周年記念式典挙行。
- 1975年（昭和50年）
  - 3月1日 - 校門完成。
  - 9月27日 - 3階建第3校舎完成。
- 1976年（昭和51年）3月31日 - 第4校舎（管理等）完成。
- 1978年（昭和53年）3月 - 難聴児学級閉級。
- 1980年（昭和55年）2月 - 第2校舎完成。
- 1981年（昭和56年）3月25日 - 第1校舎完成。
- 1982年（昭和57年）
  - 3月5日 - プール竣工（25m）。
  - 4月5日 - 創立100周年記念行事（学校だけの小式典）開催。
  - 6月18日 - 視聴覚教室完成（4教室分）。
  - 7月7日 - 校門内側ロータリー完成。同日、創立100周年記念碑建立。
  - 9月8日 - 運動場改修工事完了。
  - 12月12日 - 100周年記念式典挙行。
- 1985年（昭和60年）
  - 3月23日 - 新校章制定。
  - 4月1日 - 大北小学校分離。
- 1986年（昭和61年）8月29日 - 職員室改修工事完了。
- 1988年（昭和63年）8月3日 - 図書館、保健室改造工事完了。
- 1991年（平成3年）2月15日 - 創立110周年記念撮影。
- 1992年（平成4年）4月5日 - 創立110周年記念日を迎える。
- 2002年（平成14年）
  - 3月31日 - 第5校舎（特別教室等）完成。
  - 12月8日 - 創立100周年記念タイムカプセル開庫式挙行し、祝賀会開催。
- 2004年（平成16年）
  - 3月10日 - 新体育館落成。
  - 3月28日 - 新体育館落成式挙行し、祝賀会開催。
- 2007年（平成19年）12月7日 - 創立125周年を祝う会開催。
- 2008年（平成20年）
  - 5月 - 第5校舎渡り廊下と第3校舎ひさし設置。
  - 7月15日 - 「ちゅらうちなー安全まちづくりモデル地区」看板設置式挙行。
- 2009年（平成21年）
  - 3月 - 老朽化によりプール撤去し、グランド拡張。
  - 7月15日 - 全校児童による「安全まちづくり」人文字航空写真撮影。
- 2011年（平成23年）1月28日 - 幼稚園舎落成祝い開催。
- 2015年（平成27年）11月13日 - 新校舎B棟完成。
- 2016年（平成28年）12月19日 - 新校舎A棟完成。
- 2018年（平成30年）2月4日 - 創立135周年記念式典挙行。
- 2019年（令和元年）
  - 7月 - 運動場整備。
  - 12月 - 正門整備工事完了。
- 2020年（令和2年）1月 - 備蓄倉庫設置。

## 教育目標
- 未来を拓く「たくましい子」の育成
  1. 考えつくりだす子
  2. 心をみがく子
  3. 体をきたえる子

### 重点目標
未来を拓く心（六諭のこころ）を育てる教育活動の実践
- 1. ○基礎学力の定着
  2. ○豊かな心の育成
  3. ○基本的生活習慣の形成

## 通学区域と進学先中学校
出典

### 通学区域
- 城1丁目（1～6番）
- 港（1丁目1番と1丁目2番を除く）
- 大中（5丁目1番を除く）
- 大西（3丁目16番、3丁目17番、5丁目6～10番、5丁目12～18番を除く）
- 大南1丁目（4番、5番）
- 大南3丁目（10～15番）
- 大南4丁目（1番のみ）
- 大北1丁目（27番4～15号、28番～31番）
- 宮里7丁目（3番14～53号、4番、6番7～57号）

### 進学先中学校
- 名護市立名護中学校

## 周辺
- 名護市立名護幼稚園 - 同一敷地内で、なおかつ進級前幼稚園。
- 名護市立名護中学校 - 同一敷地内で、なおかつ主な進学先中学校。
- 沖縄県道84号名護本部線
- 公文式名護大西教室
- 沖縄県北部合同庁舎
- 沖縄県警名護警察署大南交番 - 北部合同庁舎に隣接
- 大西サンライト公園
- 大西第二公園
- 名護市大南区公民館
- 大南第二公園

## アクセス
- 琉球バス交通・沖縄バスで、「北部合同庁舎前」停留所より、
  - 名護バスターミナル発那覇バスターミナル・那覇空港行（系統20番・120番）、本島北部方面発名護バスターミナル行（系統60番台・70番台）のりばから、徒歩約380m・約6分。
  - 那覇空港・那覇バスターミナル発名護バスターミナル行（系統20番・120番）、名護バスターミナル発本島北部方面行（系統60番台・70番台）のりばから、徒歩約450m・約7分。